# ملعب بربادوس الوطني
ملعب بربادوس الوطني هو ملعب متعدد الاستخدام يقع في بريدج تاون عاصمة بربادوس . غالبا ما يتم استخدامه لمباريات كرة القدم . يسع الملعب لجلوس 30 ألف متفرج . يعتبر الملعب الرسمي الذي يخوض فيه منتخب بربادوس مبارياته الدولية .